# Nojima
 (février 2024).
Si vous disposez d'ouvrages ou d'articles de référence ou si vous connaissez des sites web de qualité traitant du thème abordé ici, merci de compléter l'article en donnant les références utiles à sa vérifiabilité et en les liant à la section « Notes et références ».
Nojima Corporation est une société familiale de distribution de détail électronique cotée à la Bourse de Tokyo depuis 2016, et dont le siège social est situé à Yokohama, dans la préfecture de Kanagawa au Japon. 